# Ground Master 200
Ground Master 200 је француски 3Д осматрачки дигитални радар средњег домета са активним фазним низом ("AESA"), који ради у С-опсегу. Производ је компаније Thales Group

## Опис
Талесов радар типа ГМ-200 истовремено детектује и подједнако прати мете на малим и великим висинама у свим врстама окружења. Према наводима француског произвођача, ГМ-200 се темељи на успешно доказаној структури ГМ-400 и пружа координацију противваздухопловног оружја за системе противваздухопловне одбране. ГМ-200 пружа оружаним снагама и координате лансирања и потенцијалних зона удара, за више истовремених претњи. Ова способност омогућава правовремено упозоравање за људство у реону, дајући им одређено време да потраже склониште.
Овај вишенаменски 3Д тактички радар смештен је на камиону 8х8 као јединствени интегрисани пакет чија се опрема налази унутар контејнера према норми ИСО. Тродимензионално радарско скенирање нуди елевацију од 70 степени, а проширени пакет, користећи концепт сложеног снопа и његовог дигиталног обликовања, може детектовати циљеве на висини од чак 25 километра. Ротација даје радару покривеност од 360 степени, а брзина ротације износи 40 обртаја у минути.
Радар ГМ-200 са активним фазним антенским низом (АЕСА) делује у фреквентном опсегу С, а оптимизован је за ваздушни надзор, лоцирање непријатељских система и операције усмерене ка непријатељском противваздухопловном оружју. Максималан домет у осматрању износи 250 километара, а у борбеном режиму досеже 100 километара. Такође, способан је откривати, пратити и разврставати више од хиљаду циљева, међу којима су беспилотне летелице и разни пројектили, од ракетних до минобацачких.
Компактни систем тежине девет тона опремљен је клима-уређајем, генератором и механизмом за подизање антене, а она се поставља за мање од два минута. Испоручује се у мобилној и стационираној варијанти. У мобилној варијанти, са обученом посадом, спреман је за рад за 15 минута, а у маршевски положај прелази за 10.
Просечно време рада без кварова је дуже од 3.000 часова, уграђена јединица за напајање омогућава радару аутономни рад у трајању од 24 часа.

## Карактеристике
- фреквентно подручје: S band
- Домет у осматрачком режиму: 250 километара
- Домет у борбеном режиму: 100 километара
- Домет по висини: Од 24 до 25.000 метара
- Покривеност: 360 степени
- Брзина ротације у осматрачком режиму: 40 за минут
- Брзина ротације у борбеном режиму: 20 за минут